# دارن ای بوروس
دارن ای بوروس (انگلیسی: Darren E. Burrows؛ زادهٔ ۱۲ سپتامبر ۱۹۶۶) یک هنرپیشه، و کارگردان اهل ایالات متحده آمریکا است. وی از سال ۱۹۸۸ میلادی تاکنون مشغول فعالیت بوده‌است.
وی همچنین برنده جوایزی همچون جایزه انجمن بازیگران فیلم شده‌است.

## گزیده فیلمشناسی
از فیلم‌ها یا برنامه‌های تلویزیونی که وی در آن نقش داشته‌است می‌توان به آثار زیر اشاره کرد.
- ضایعات جنگ (۱۹۸۹)
- گریان (۱۹۹۰)
- آمیستاد (۱۹۹۷)
- انتخاب طبیعی (۱۹۹۹)
- سرزمین ناهموار (۱۹۹۹)
- صبح (۲۰۰۱)
- قلب رازگو (۲۰۱۰)
- عشق عجیب است (۲۰۱۴)
- پرونده‌های ایکس (۱۹۹۹)
- سی‌اس‌آی (۲۰۰۹)